# Обухово (смт)
Обу́хово (рос. Обухово) — селище міського типу у складі Богородського міського округу Московської області, Росія.

## Географія
Селище розділяється на дві частини автотрасою Москва — Нижній Новгород.
В Обухові протікають дві річки — Клязьма і її притока — Шаловка.

## Історія
Перша достовірна згадка про Обухово на Клязьмі, зустрічається в писцевій книзі 1573-1574 років по Московському повіту.
В 17-м столітті земляне угіддя на території нинішнього Обухове належали князям М. Плещеєву й Ф. Баратинському.
В 1708 році англійський комерсант Андрій Стельс будує в Обухове пороховий завод, який пізніше одержує монопольне право на виробництво пороху. У першій половині 19-го віку завод збанкрутував і був проданий на торгах.
В 1775 році в районі заводу утворена Обуховська слобода.
В 1852 і 1857 році Онисим Тюляєв і Михайло Брунов будують сукняну й килимову фабрики відповідно. Після революції обидві фабрики переходять під контроль робітників, а 1958 року поєднуються в Обуховський килимово-сукняний комбінат імені В. І. Леніна.
21 травня 1928 року — Обуховська слобода перетворена в селище міського типу Обухово.
У 1938 році указом ВЦВК Обухово перетворене в робітниче селище (смт).
У 2002 році перетворений у ВАТ «Килими Обухова» комбінат збанкрутував, а в 2006 році був закритий.

## Населення
Населення — 9630 осіб (2010; 10746 у 2002).

## Господарство

### Культура, утвір і спорт

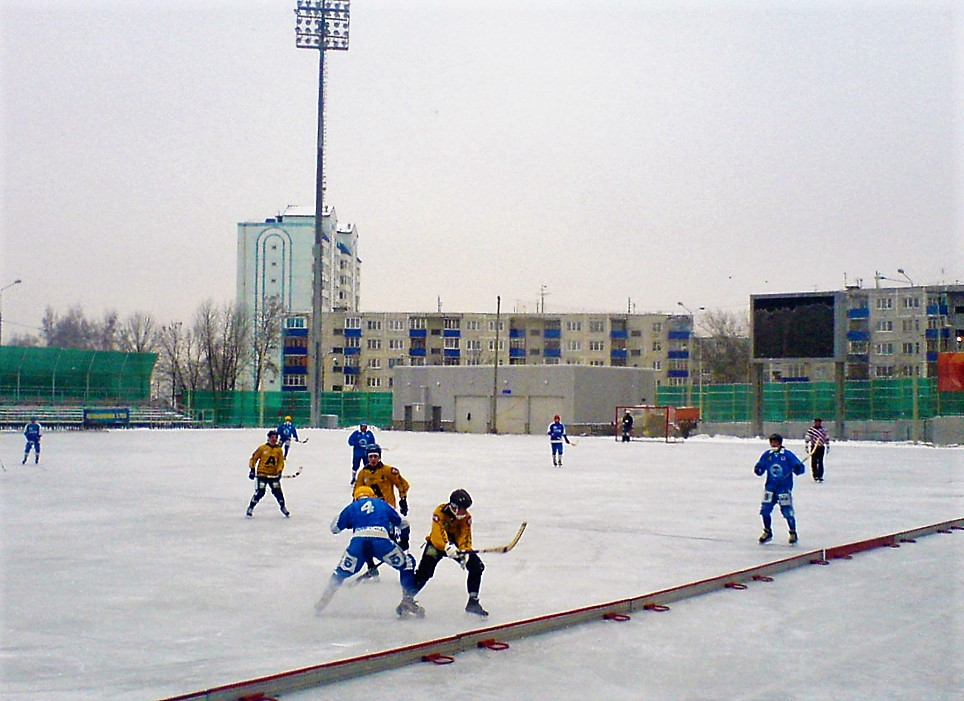
Хокей з м'ячем

- Будинок культури (відремонтований в 2006 році)
- 2 бібліотеки (дитяча й доросла)
- 22 формування на базі Будинки культури
- 2 середні школи — № 23 і 24
- 3 дитячі садки
- Дитяча музична школа
- Стадіон зі штучним газоном (або штучним льодом узимку) і трибунами на 2000 місць (реконструйований в 2008 році)
- Спортивний комплекс із залом на 400 місць (побудований в 2008 році)

### Жилий сектор і торгівля
Жилий масив різноманітний — від звичайних сільських будиночків до 3-, 4-, 5- і десятиповерхових будинків.
- 139 багатоквартирних будинків
- 957 приватних будинків
- 18 магазинів (з них 15 продуктові, у тому числі «Дикси», «Росфуд»)
- селищний ринок
- кафе й бари
- 3 перукарень
- ремонтні майстерні різного профілю

### ЗМІ й зв'язок
- Селищна АТС
- Поштове відділення 142440
- Телебачення (зона охвату Останкінської телебашти) і радіо
- Інтернет-провайдери: «Флекс», «АртЭКС», «Домолинк», «Корбина-Телеком»
- Селищна газета «Обухівський вісник» (до 1992 року — «Обухівський шерстяник»; з 2006 року — прикладення до районної газети «Волхонка»)